# 帕拉諾阿湖
15°46′50″S 47°49′21″W / 15.78056°S 47.82250°W

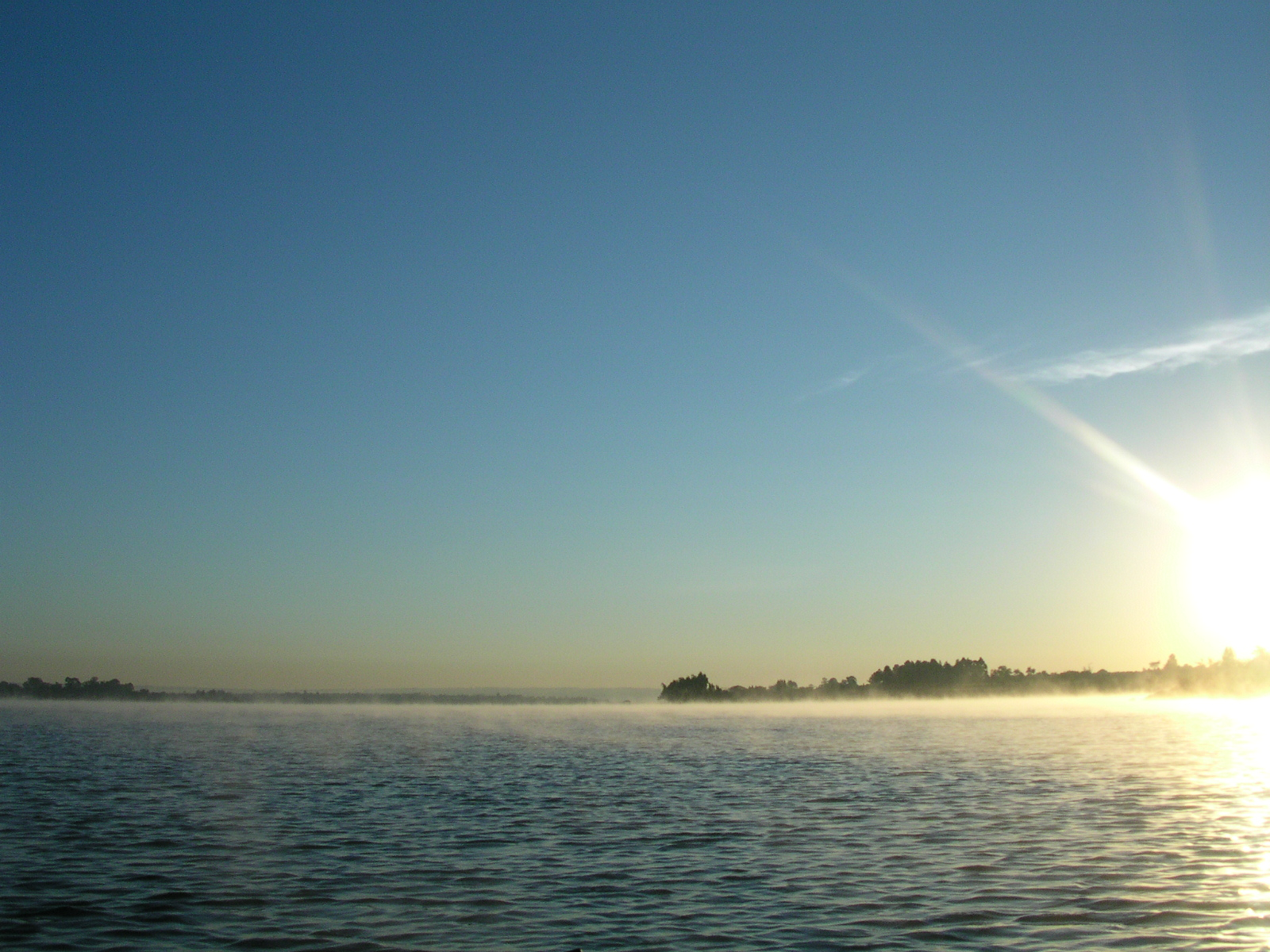

帕拉諾阿湖是巴西的人工湖泊，位於該國首都巴西利亞以東，由聯邦區負責管轄，始建於1959年9月12日，面積48平方公里，湖岸線長度80公里，平均水深12米，最大水深38米。